# اوبردان ترویانی
اوبردان ترویانی (ایتالیایی: Oberdan Troiani؛ ‏۲۳ سپتامبر ۱۹۱۷ – ۲۸ فوریهٔ ۲۰۰۵ فیلم‌بردار اهل ایتالیا بود.
از فیلم‌ها یا مجموعه‌های تلویزیونی که وی در آن‌ها نقش داشته‌است، می‌توان به درمانگاه عشق، مشت، دلار و اسفناج و باکره کوچک اشاره نمود.